# الممرضات
الممرضات (بالإسبانية: Enfermeras)‏ هو مسلسل تليينوفيلا كولومبي تم بثه على تلفزيون آر سي إن عام 2019.

## الإنتاج
يحتوي المسلسل على نظام مشابه لمسلسل La ley del corazón حيث هناك حالة مختلفة في كل حلقة، والتي يتم حلها في نفس الحلقة. بالإضافة إلى ذلك، يحتوي المسلسل على فريق كبير من كتاب السيناريو وهم: باتريشيا راميريز، كارولينا لوبيز، كاتالينا بالومينو، جوليانا ليما، رودريغو هولغوين، كارولينا بيسيرا، خورخي ريبون، أندريس جيفارا، كاتالينا كوي، دييغو شاليلا، يوهانا غوتييريز، مخرجين للحلقات هم: فيكتور كانتيلو ولويس سييرا.

## الممثلون

### الأساسي
- ديانا هويوس في دور ماريا كلارا غونزاليس
- سيباستيان كارفاخال في دور كارلوس بيريز
- فينا ماتشادو في دور غلوريا مايورجا مورينو
- جوليان تروخيو في دور ألفارو روخاس
- لوتشو فيلاسكو في دور مانويل ألبرتو كاسترو
- نينا كايسيدو في دور سول انجي فيلاسكيز
- فيديريكو ريفيرا في دورهيكتور روبيانو
- ماريا مانويلا غوميز في دور فالنتينا دوارتي غونزاليس
- كريستيان روخاس في دور كاميلو دوارتي غونزاليس

### المتناوب
- أندريس سواريز في دورأجوستين غارنيكا
- تاتيانا أريزا في دور هيلينا برييتو
- أندريا ري في دور نيللي ميخيا
- أليخاندرا كوريا في دور إينيس شكون
- فيفيانا بوسادا في دور إيفون راميريز
- ماريانا غوميز في دور ماريتزا فيراري
- سوزانا روخاس في دور بولا ريفيرا
- بيدرو بالاسيو في دور رومان دوارتي
- فينس بالانتا في دور دكتور امراض نساء فابيو موسكيرا
- نايرا كاستيلو في دور الطبيب النفسي اسبيرانزا
- ميغيل جونزاليس في دور فيليب ماكينزي
- بيدرو كالفو في دور إناكي فينتورا
- خوان فرناندو سانشيز في دور إرنستو ألفاريز
- ريكاردو فيليز في دور برنارد ماكنزي
- مارسيلا بوسادا في دور روبي بالاسينو
- مارثا ليليانا رويز في دور جيف إيفلين
- هوغو جوميز في دور فاليريانو بيريز
- ماريا سيسيليا بوتيرو في دور بياتريس
- جيسيكا ماريانا كروز في دور ماريانا كروز
- دييغو غارزون في دور لويس تارازونا
- باربارا بيريا في دور البتراء
- أندريس دوران في دور ريكي
- أوسكار سالازار في دور أوسكار بيناتي
- الكسندرا سيرانو في دور ميلينا دي بيناتي
- تيبيريو كروز في دور دكتور كاستيلو

## روابط خارجية
- الممرضات على موقع IMDb (الإنجليزية)
- الممرضات على موقع كينوبويسك (الروسية)
- الممرضات على موقع قاعدة بيانات الفيلم (الإنجليزية)